# Lepidiota hilli
Lepidiota hilli är en skalbaggsart som beskrevs av Britton 1978. Lepidiota hilli ingår i släktet Lepidiota och familjen Melolonthidae. Inga underarter finns listade i Catalogue of Life.